# František Xaver Procházka
František Xaver Procházka (27. listopadu 1746, Praha – 15. dubna 1815, Praha-Hradčany), byl český malíř, grafik a restaurátor.

## Život
Procházka navštěvoval piaristické gymnasium vedené Gelasiem Dobnerem. V letech 1762–1763 se školil v malířské a restaurátorské dílně Jana Kastnera, v dílně Norberta Grunda (1764) a poté 1764–1768 v malířské škole Carla Michoriho v Drážďanech.  V letech 1769–1771 doprovázel knížete Schwarzenberga po Německu, Rakousku a Itálii. Mezi léty 1772–1773 se vrátil z cest, usadil se v Praze a v roce 1787 koupil dům na Novém Městě.

## Dílo
Procházka zprvu maloval oltářní obrazy a po ztrátě zakázek se živil restaurováním. Jako restaurátor mimo jiné zachránil roku 1786 Rubensovy obrazy hlavního oltáře malostranského kostela svatého Tomáše (nyní v Národní galerii) a opravil Reinerovu fresku v kapličce sv. Barbory na Hradčanech (1804).
Až po roce 1800, v reakci na měnící se poptávku, se začal věnovat malbě krajin. Navázal na tradici českého rokokového krajinářství a uplatňoval podobné motivy jako Norbert Grund nebo Ignác Raab. V ojedinělých rokokově pojatých figurálních malbách odkazuje na Františka Xavera Palka. V souladu s tehdejší raně romantickou literaturou (Salomon Gessner) si osvojil idylické pojetí krajiny plné melancholie a tesknoty, do které komponoval ruiny nebo fragmenty antických sloupů. Podle přežívajících zvyklostí tvořil komplementární protějškové obrazy poskytující panoramatický pohled. Sentimentálně podbarvené krajiny kde hlavním výtvarným prostředkem byla barva a chvějivé, měkce a iluzivně působící světlo, ovlivnily ještě jeho následovníky z Haushoferovy školy.

### Známá díla
- Noční krajina s ruinou a loďkou (1800), Galerie výtvarného umění v Ostravě
- Krajina se zříceninou hradu a mostu, Krajina s věží (po 1800), Oblastní galerie v Liberci
- Zřícenina, Krajina s křížem (1808?), Krajská galerie výtvarného umění ve Zlíně
- Sv. Roch, sv. Šebestián (1806), Národní galerie v Praze
- Stavba stezky před zříceninou (1806), Národní galerie v Praze
- Krajina se stromem a poutníky (1806), Národní galerie v Praze
- Ranní krajina (Pohoštění pod stromy před zříceninou), před 1808, Národní galerie v Praze
- Večerní krajina (Pastýři u vodopádu), před 1808, Národní galerie v Praze
- Hrob ve zříceninách (1808), Královská kanonie premonstrátů na Strahově[6]

### Zastoupení ve sbírkách
- Národní galerie v Praze
- Galerie hlavního města Prahy
- Oblastní galerie Liberec
- Galerie výtvarného umění v Ostravě
- Krajská galerie výtvarného umění ve Zlíně
- Oblastní galerie Vysočiny v Jihlavě
- Západočeská galerie v Plzni
- Obrazárna kláštera Broumov
- Královská kanonie premonstrátů na Strahově
- Památník národního písemnictví

### Autorské výstavy
- 1960 František Xaver Procházka, Valdštejnská jízdárna, Praha
- 1983 František Xaver Procházka 1746 – 1815, Klášter sv. Anežky České, Praha

## Galerie

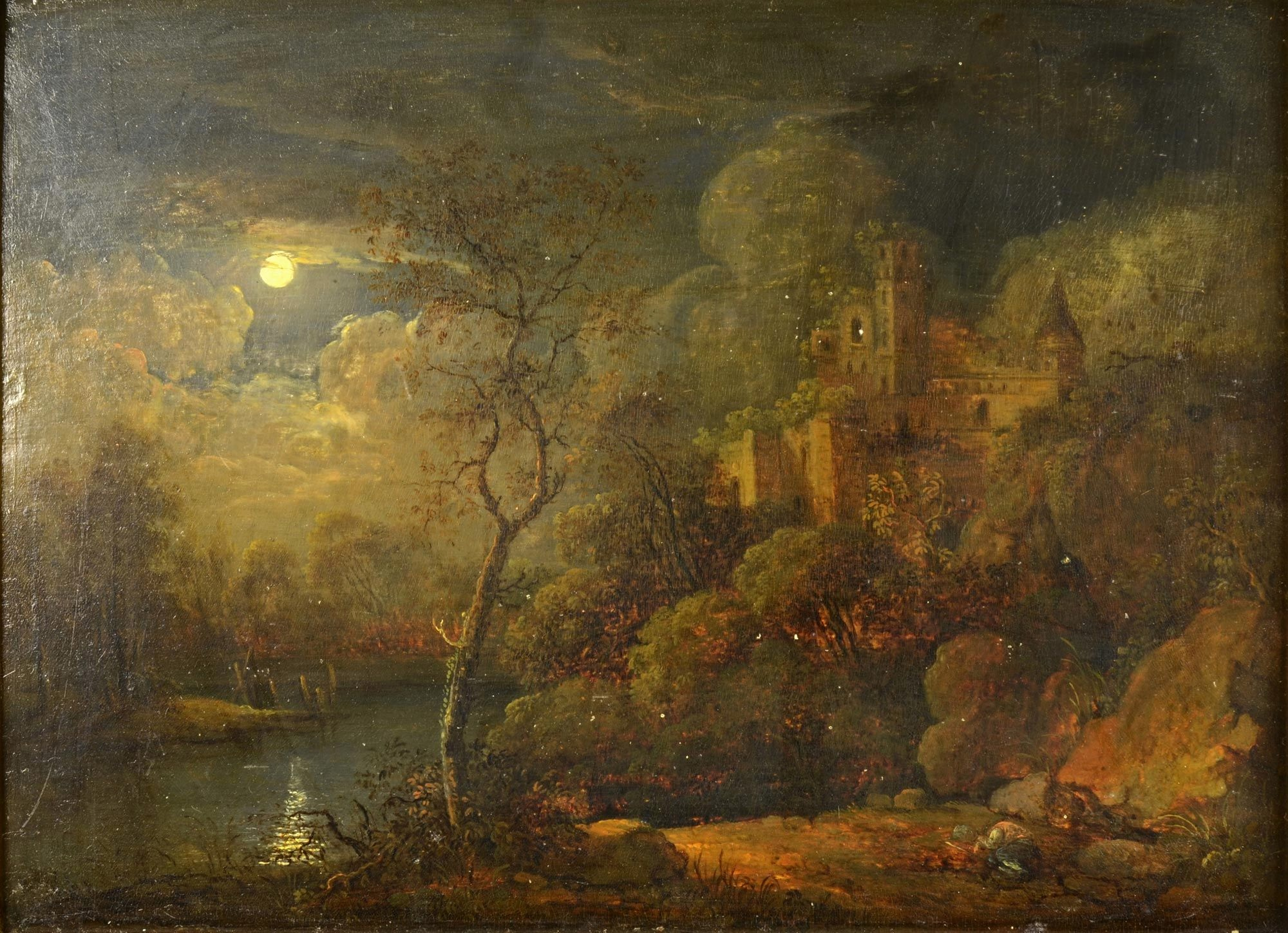
František Xaver Procházka - Nočni krajina s hradem (před 1909)
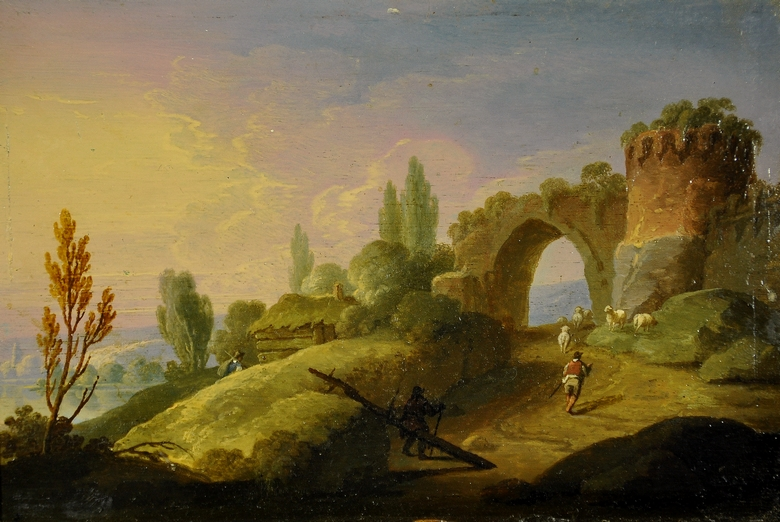
František Xaver Procházka - Cestou na pastvu
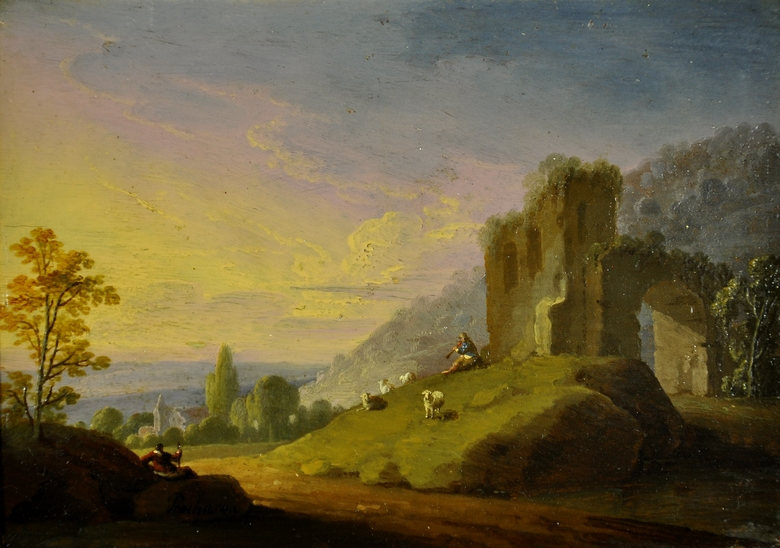
František Xaver Procházka - Na pastvě
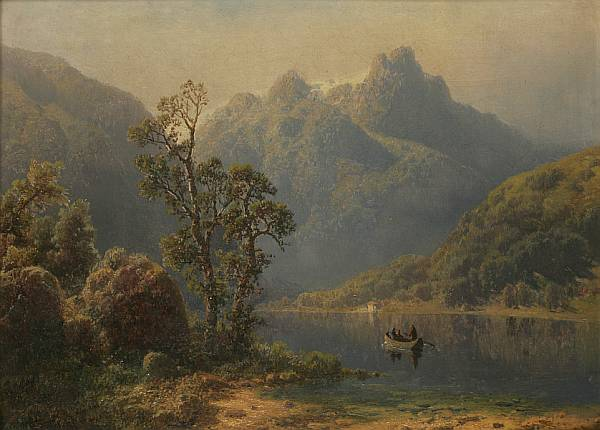
František Xaver Procházka - Horská krajina s jezerem